# Nelinho
Manoel Rezende de Mattos Cabral (Rio de Janeiro, 26 de julho de 1950), mais conhecido como Nelinho, é um ex-futebolista brasileiro que atuava como lateral-direito.
Seu chute potente e com efeito o tornou o melhor lateral-direito do mundo na sua época, e um dos melhores cobradores de falta da história do futebol do país. Além disso, é o lateral-direito que recebeu mais vezes a Bola de Prata: quatro vezes.

## Carreira

### Início
Começou profissionalmente no America e foi para o exterior logo aos 20 anos de idade, passando sem grande destaque pelo Barreirense, de Portugal, entre 1970 e 1971. Em seguida retornou ao Brasil para defender o Bonsucesso e o Remo, e depois de se destacar no Campeonato Brasileiro de 1972, mesmo sendo reserva de Aranha, eleito o melhor lateral-direito do Campeonato, Nelinho foi contratado pelo Cruzeiro.

### Cruzeiro
Depois de amargar dois vices no Campeonatos Brasileiro, em 1974 e 1975, o lateral chegou ao auge conquistando a Copa Libertadores da América em 1976, sendo esse o seu título mais importante. Na primeira partida da decisão, marcou um gol de falta na vitória por 4 a 1 sobre o River Plate, no Mineirão. Na finalíssima, em Santiago, fez um de pênalti no triunfo por 3 a 2. Na campanha, foram cinco gols. O lateral-direito ainda foi campeão mineiro de 1973, 1974, 1975 e 1977 pelo clube. Nesta última conquista, em final direta contra o rival Atlético, Nelinho foi fundamental, pois os gols cruzeirenses nasceram quase todos de passes ou cruzamentos feitos por ele.
Nelinho teve duas passagens pela Raposa, sendo a primeira de 1973 a 1980, interrompida por um empréstimo ao Grêmio. Já a segunda passagem, de apenas um ano, foi entre 1981 e 1982. A saída em definitivo ocorreu por ele discordar dos métodos do técnico Yustrich. Apesar de atuar como defensor, Nelinho é um dos maiores artilheiros da história do Cruzeiro, com 105 gols. O jogador é ainda um dos que mais vestiu a camisa celeste, com 411 apresentações.

### Atlético Mineiro
Em 2 de maio de 1982, após quase uma década defendendo o Cruzeiro, o lateral-direito iniciaria sua trajetória no Atlético Mineiro, onde deu a assistência para um dos gols do Galo no empate por 2 a 2, contra o próprio Cruzeiro, num clássico pelo Torneio dos Campeões. Foi vendido para o alvinegro por 20 milhões de cruzeiros novos. Ganhou o título mineiro em 1982 e novamente no ano seguinte, para fechar a incrível sequência do hexacampeonato estadual. Conquistou a taça também em 1985 e 1986 – nesse último ano, ainda ajudou o Galo a chegar à semifinal do Campeonato Brasileiro.

### Aposentadoria
Quando se despediu do mundo da bola como atleta, em 1988, Nelinho organizou uma partida no Mineirão, na qual anotou dois gols, obviamente de falta, na vitória do combinado Atlético-Cruzeiro sobre um selecionado mineiro.
Em 1993, cinco anos após ter pendurado as chuteiras, o ex-lateral teve a missão de ser treinador do Galo. Em 27 partidas, ele conquistou 17 vitórias, cinco empates e sofreu outras cinco derrotas.

## Seleção Nacional
O lateral defendeu a Seleção Brasileira em duas Copas do Mundo FIFA: na Copa do Mundo FIFA de 1974, realizada na Alemanha, Nelinho foi reserva de Zé Maria; enquanto na de 1978, disputada na Argentina, atuou como titular. Nelinho foi protagonista de um dos mais belos gols desse torneio, na decisão do terceiro lugar, em jogo realizado contra a Itália: aos 19 minutos do segundo tempo, pela direita, chutou de três dedos com a parte externa do pé direito, como se pretendesse cruzar para a área; a bola, que parecia ir para fora, fez uma curva acentuada para a direita, indo parar no canto oposto do goleiro Dino Zoff.

## Curiosidades
- Em 1979, Nelinho foi desafiado numa reportagem da TV Globo a chutar a bola para fora do Mineirão. O lateral aceitou o desafio e conseguiu.[8]
- Seus pais são imigrantes de Ovar, município de Portugal.
- Nelinho é o defensor com mais gols no campeonato Brasileiro com 53 gols em 242 jogos.

## Títulos
Cruzeiro
- Campeonato Mineiro: 1973, 1974, 1975 e 1977
- Copa Libertadores da América: 1976

Grêmio
- Campeonato Gaúcho: 1980

Atlético Mineiro
- Campeonato Mineiro: 1982, 1983, 1985 e 1986

Seleção Brasileira
- Taça do Atlântico: 1976

### Prêmios individuais
- Bola de Prata: 1975, 1979, 1980 e 1983